# مارلون ميدينا
مارلون ميدينا (بالإسبانية: Marlon Medina)‏ هو لاعب كرة قدم نيكاراغوي، ولد في 6 مارس 1985 في إستيلي في نيكاراغوا. شارك مع منتخب نيكاراغوا لكرة القدم. أما مع النوادي، فقد لعب مع Real Estelí FC ‏.

## وصلات خارجية
- مارلون ميدينا على موقع قاعدة بيانات كرة القدم.إي يو (الإنجليزية)
- مارلون ميدينا على موقع ناشيونال فوتبول تيمز (الإنجليزية)
- مارلون ميدينا على موقع Soccerway.com (الإنجليزية)